# Anoploscelus celeripes
Anoploscelus celeripes là một loài nhện trong họ Theraphosidae.
Loài này thuộc chi Anoploscelus. Anoploscelus celeripes được Mary Agard Pocock miêu tả năm 1897.